# Michael Maloney
Pour les articles homonymes, voir Maloney.
Michael Maloney est un acteur britannique, né le 19 juin 1957 à Bury St Edmunds, dans le Suffolk.
Ancien membre de la Royal Shakespeare Company, il figure fréquemment dans les productions du Royal National Theatre et du West End, ainsi que dans les téléfilms et séries de la BBC. Il est principalement connu pour son rôle de Mark dans Truly, Madly, Deeply et le double rôle de Joe Harper/Hamlet dans Au beau milieu de l'hiver de Kenneth Branagh.

## Biographie
Fils d'un soldat de la Royal Air Force, il est encouragé par sa mère à se lancer dans le théâtre. Après avoir quitté l'école à 16 ans, il devient machiniste de théâtre au New Theatre Oxford. À 18 ans, il entre à la London Academy of Music and Dramatic Art (LAMDA), où sa mère avait également fait ses études. En 1979, il décroche son premier rôle dans une série télévisée très populaire produite par la BBC, Telford's Change. Il enchaîne suite plusieurs rôles dans des séries télévisées et au théâtre avant de devenir membre en 1983 de la Royal Shakespeare Company, où il joue dans The Roaring Girl de Thomas Middleton et Thomas Dekker, aux côtés d'Helen Mirren. Il effectuera une deuxième saison de la RSC en 1991 et jouera Roméo dans Roméo et Juliette et le prince Hal dans Henri IV.
Au cinéma, il tourne en 1988 dans La Maschera aux côtés d'Helena Bonham Carter. En 1989, il obtient son premier rôle majeur au cinéma, celui du Dauphin dans l'adaptation d’Henri V de Shakespeare par Kenneth Branagh. Il joue l'année suivante dans l’Hamlet de Franco Zeffirelli et surtout dans Truly, Madly, Deeply d'Anthony Minghella, aux côtés de Juliet Stevenson et d'Alan Rickman. Il obtient en 1994 le rôle-titre dans l'adaptation par la BBC de Love on a Branch Line de John Hadfield. Il figure ensuite dans plusieurs adaptations de Shakespeare : Othello d'Oliver Parker, l’Hamlet de Kenneth Branagh et les adaptations télévisées de Macbeth et Twelfth Night. Il joue également le metteur en scène d'une production amateur d’Hamlet, dont il assure également le rôle-titre, dans Au beau milieu de l'hiver de Kenneth Branagh.
Plus récemment, il joue dans la mini-série Empire (2005), le téléfilm de la BBC Baker Street Irregulars (2007) et la série Casualty (2010). Il assume le rôle des premiers ministres John Major dans le téléfilm Margaret (2009) et Sir Robert Peel dans le film Victoria : Les Jeunes Années d'une reine (2009). En 2010, il joue le rôle de Charles Dodgson dans la comédie musicale Wonderland de Gyles Brandreth à l'Assembly Rooms d'Édimbourg. Il apparaîtra en 2011 dans la série Death In Paradise, une coproduction de la BBC et de France 2.

## Filmographie

### Cinéma
- 1990 : Truly Madly Deeply, d'Anthony Minghella : Mark
- 1990 : Hamlet, de Franco Zeffirelli : Rosencrantz
- 1995 : Othello, d'Oliver Parker : Roderigo
- 1995 : Au beau milieu de l'hiver (In the Bleak Midwinter ), de Kenneth Branagh : Joe Harper (Hamlet)
- 1996 : Hamlet, de Kenneth Branagh : Laerte
- 1998 : Hysteria, de Rene Daalder : Dr Samuel Fry
- 2003 : Bienvenue au gîte, de Claude Duty : Peter
- 2005 : Kisna - The Warrior Poet, de Subhash Ghai : Peter Beckett
- 2006 : Babel, d'Alejandro González Iñárritu : James
- 2006 : I See You, de Vivek Agrawal : Inspecteur John Smith
- 2006 : Chronique d'un scandale (Notes on a Scandal), de Richard Eyre : Sandy Pabblem
- 2009 : Victoria : Les Jeunes Années d'une reine, de Jean-Marc Vallée : Sir Robert Peel
- 2010 : Sex & Drugs & Rock & Roll, de Mat Whitecross : Graham

### Télévision
- 1992 : Les Aventures du jeune Indiana Jones : Arnold Toynbee
- 1998 : Macbeth, de Michael Bogdanov : Banquo
- 2002 : La Dynastie des Forsyte (série télévisée, 2002)
- 2009 : Margaret de James Kent : John Major
- 2010 : Inspecteur Barnaby (série télévisée) : Simon Sharpe
- 2010 : Casualty (série télévisée) : Howard Fairfax
- 2013 : The White Queen : Sir Henri Stafford, troisième mari de Lady Margaret Beaufort
- 2015 :  The Five : Alan Wells
- 2019 : The Trial of Christine Keeler : Bill Astor

### Jeux vidéo
- 2005 : Shinobido : La Voie du ninja : Nobiteru Ichijo
- 2007 : Folklore : Belgae / le capitaine du bateau
- 2013 : Total War: Rome II
- 2013 : Castlevania: Lords of Shadow - Mirror of Fate : l'Âme perdue
- 2014 : Alien: Isolation
- 2015 : Final Fantasy XIV: Heavensward : Varis
- 2015 : Rise of the Tomb Raider : Lord Croft
- 2015 : The Witcher 3: Wild Hunt : Avallac'h
- 2018 : Ni no kuni II : L'Avènement d'un nouveau royaume : Doloran / Mandarin